# Mangelia ceroplasta
Mangelia ceroplasta är en snäckart som beskrevs av Bush 1885. Mangelia ceroplasta ingår i släktet Mangelia och familjen kägelsnäckor. Inga underarter finns listade i Catalogue of Life.